# 奧斯托·斯庫耶特
奧斯托·斯庫耶特（Austra Skujytė，1979年8月12日—，出生在比爾扎伊）是立陶宛田径選手，參與七項全能和十項全能比賽。她在2005年4月15日，於美國密蘇里州的哥倫比亞打破女子十項全能的記錄，總分8358分。她是2004年奧運女子七項的銀牌以及2012年奧運女子七項的銅牌。後者是因為原來的金牌塔吉楊娜·切爾諾娃（Tatyana Chernova）因為禁藥問題被判不合格，因此遞補獎項後得到的銅牌。
她個人在七項全能最好的成績是在2012年夏季奥林匹克运动会中，在8月4日獲得的6599分。在該次比賽中，她也創下在七項全能中鉛球的最佳記錄17.31（681英寸）。她在鉛球項目曾八次獲得全立陶宛的冠軍。她在铁饼項目也曾獲得全立陶宛的冠軍，100米跨欄二次冠軍、跳遠三次冠軍。
斯庫耶特曾在美國堪薩斯州立大學就讀運動機能學，她也是該學校第一位獲得多個NCAA冠軍的女性，曾獲得2001和2002年的七項全能冠軍，她在2002年也獲得NCAA鉛球比賽的第二名。

## 成績
| 年          | 賽事               | 舉辦城市             | 名次        | 項目        | 記錄        |
| 代表 立陶宛 | 代表 立陶宛        | 代表 立陶宛          | 代表 立陶宛 | 代表 立陶宛 | 代表 立陶宛 |
| ----------- | ------------------ | -------------------- | ----------- | ----------- | ----------- |
| 1998年      | 世界青年錦標賽     | 法国阿讷西           | 第6名       | 七項全能    | 5606分      |
| 1999年      | 歐洲U23錦標賽      | 瑞典哥德堡           | 第6名       | 七項全能    | 5613分      |
| 2000年      | 奧運               | 澳大利亚悉尼         | 第12名      | 七項全能    | 6034分      |
| 2001年      | 歐洲U23錦標賽      | 荷兰阿姆斯特丹       | 第3名       | 七項全能    | 6087分      |
| 2002        | 立陶宛錦標賽       | 立陶宛考那斯         | 第3名       | 跳高        | 1.75米      |
| 2002        | 立陶宛錦標賽       | 立陶宛考那斯         | 第1名       | 鉛球        | 16.20 m     |
| 2003年      | Hypo-Meeting       | 奥地利格齊斯         | 第2名       | 七項全能    | 6213分      |
| 2003年      | 世界錦標賽         | 法国巴黎             | 第10名      | 七項全能    | 6077分      |
| 2004年      | 世界室內田徑錦標賽 | 匈牙利布达佩斯       | 第3名       | 五項全能    | 4679分      |
| 2004年      | Hypo-Meeting       | 奥地利格齊斯         | 第7名       | 七項全能    | 6233分      |
| 2004年      | 奧運               | 希腊雅典             | 第2名       | 七項全能    | 6435分      |
| 2005年      | Hypo-Meeting       | 奥地利格齊斯         | 第5名       | 七項全能    | 6386分      |
| 2005年      | 世界錦標賽         | 芬兰赫尔辛基         | 第4名       | 七項全能    | 6360分      |
| 2007年      | Hypo-Meeting       | 奥地利格齊斯         | 第5名       | 七項全能    | 6277分      |
| 2007年      | 世界锦标赛         | 日本大阪市           | 第6名       | 七項全能    | 6380分      |
| 2008年      | 世界室內錦標賽     | 西班牙瓦倫西亞       | 第5名       | 五項全能    | 4655分      |
| 2008年      | Hypo-Meeting       | 奥地利格齊斯         | 第10名      | 七項全能    | 6235分      |
| 2008年      | 奧運               | 中华人民共和国北京市 | —           | 七項全能    | 未完成比赛  |
| 2009年      | 世界锦标赛         | 德国柏林             | 第17名      | 鉛球        | 17.86公尺   |
| 2010年      | 世界室內錦標賽     | 卡塔尔多哈           | 第15名      | 鉛球        | 17.55公尺   |
| 2010年      | 立陶宛錦標賽       | 立陶宛考那斯         | 第2名       | 鐵餅        | 53.89米     |
| 2010年      | 立陶宛錦標賽       | 立陶宛考那斯         | 第1名       | 鉛球        | 17.25米     |
| 2010年      | 歐洲錦標賽         | 西班牙巴塞罗那       | 第12名      | 鉛球        | 17.72米     |
| 2011年      | 歐洲室內錦標賽     | 法国巴黎             | 第2名       | 五項全能    | 4706分      |
| 2011年      | 世界錦標賽         | 大韩民国大邱廣域市   | 第8名       | 七項全能    | 6297分      |
| 2012年      | 世界室內錦標賽     | 土耳其伊斯坦堡       | 第3名       | 五項全能    | 4802分      |
| 2012年      | 欧洲锦标赛         | 芬蘭赫尔辛基         | 第11名      | 鉛球        | 16.53米     |
| 2012年      | 奧運               | 英國伦敦             | 第3名       | 七項全能    | 6599分      |
| 2016年      | 欧洲锦标赛         | 荷蘭阿姆斯特丹       | 第14名      | 七項全能    | 5245分      |
| 2017年      | 歐洲室內錦標賽     | 塞爾維亞贝尔格莱德   | 第9名(q)    | 鉛球        | 17.37米     |